# A Dirty Tomorrow (The Legacy Lives On)
A Dirty Tomorrow (The Legacy Lives On) ist das zweite Mixtape des US-amerikanischen Rappers Young Dirty Bastard. Es erschien am 1. Januar 2015. Auf dem Mixtape sind unter anderem Gastrapper wie zum Beispiel Ghostface Killah und Wiz Khalifa vertreten. Das Mixtape wurde über kein Label veröffentlicht. Präsentiert wird das Mixtape von DJ J-Boogie.

## Cover
In der Mitte des Covers ist Young Dirty Bastard zu sehen; die Hände hat er gefaltet und umgeben ist er von Totenköpfen. Er trägt ein T-Shirt mit dem Konterfei von Ol’ Dirty Bastard, dessen ältester Sohn er ist. Zu seiner Rechten und Linken sind zwei Katanas zu sehen, beide blutverschmiert und in die Erde gesteckt. Im Hintergrund leuchtet die Sonne orange-rot, zudem sind Wolkenkratzer zu sehen, die einen baufälligen Eindruck machen.
Rechts oben auf dem Cover ist das Logo des Wu-Tang-Clans zu sehen, was den Eindruck erwecken könnte, dass YDB zum Wu-Tang-Clan gehört. Dies ist jedoch nicht der Fall, er gehört lediglich zum Umfeld des Clans.

## Titelliste
| #   | Titel                                            | Produzent   | Länge |
| --- | ------------------------------------------------ | ----------- | ----- |
| 1.  | House                                            | Money Mark  | 3:08  |
| 2.  | Welfare                                          | Funky Beats | 3:41  |
| 3.  | Streets Cross my Mind (feat. My Daughter Wisdom) | NLZ         | 2:53  |
| 4.  | Vigilante (feat. Sun God & Chris Rivers)         |             | 3:41  |
| 5.  | I Go Hard (feat. Ghostface Killah & Wiz Khalifa) |             | 3:52  |
| 6.  | Business (feat. King Bishop)                     | Beat Knocka | 3:42  |
| 7.  | Where You From                                   | Seria Blaze | 3:03  |
| 8.  | I’m Good                                         | Funky Beats | 2:59  |
| 9.  | Free Will Refinement (feat. B. Divine)           | B. Divine   | 2:50  |
| 10. | All That Cream                                   | Dayta       | 1:41  |
| 11. | Crazy Shit On My Mind                            | NLZ         | 3:01  |
| 12. | Aka Barsun                                       | Dayta       | 4:07  |
| 13. | Static Spit (feat. My Daughter Earth)            | Trauma      | 3:30  |
| 14. | Ronald McDonald                                  | Trauma      | 4:13  |

Bonus-Song:
| #   | Titel          | Länge |
| --- | -------------- | ----- |
| 15. | Wu World Order | 3:03  |